# Hästbo, Hofors kommun
Hästbo är en by i Torsåkers socken i Hofors kommun. Här finns en bygdegård i gamla Hästboskolans lokaler och drivs av bygdegårdsföreningen. I Hästbo finns även ett så kallat hundhotell och ett snickeri.
I bygdegården håller byns ungdomsgård till där barn från årskurs 1 är välkomna. Varje onsdag arbetar ett antal föräldrar ideellt för att sysselsätta ortens barn och ungdomar. 
En stark tradition som finns i den östra delen av byn är glöggdrickning vid spruthuset den 23 december.
Vid Statistiska centralbyråns folkräkning den 1 november 1960 utgjorde Hästbo en "viss ort, som i fråga om bebyggelse uppfyller betingelserna för att räknas som tätort men där invånarantalet befunnits uppgå till 150 men understiga 200" och hade 151 invånare. Enligt SCB låg orten i Torsåkers landskommun.